# 大比克霍爾峰
61°35′15″N 8°18′46″E / 61.58750°N 8.31278°E

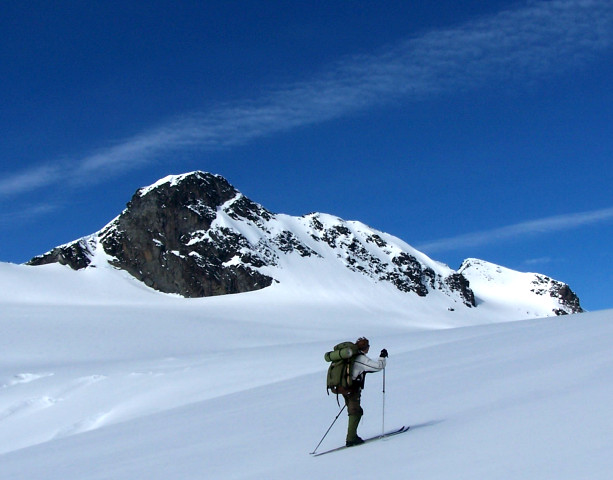

大比克霍爾峰是挪威的山峰，位於該國東南部內陸郡，距離首都奧斯陸230公里，屬於尤通黑門山脈的一部分，海拔高度2,213米，人類在1887年8月4日首次登頂。